# Sjeverozapadna Engleska
Sjeverozapadna Engleska jedna je od devet službenih regija Engleske u kojoj se nalaze grofovije Cheshire, Cumbria, Veliki Manchester, Lancashire i Merseyside. Ova je regija 2019. imala 7 341 196 stanovnika. To je treća najnaseljenija regija u Ujedinjenom Kraljevstvu, nakon Jugoistočne Engleske i Velikog Londona. Najveće urbane sredine su Manchester i Liverpool.

## Geografija
Sjeverozapadna Engleska omeđena je na istoku masivom Pennine Hills; lancem brda i planina koji dijeli Sjeverozapadnu Englesku od Yorkshirea i regije Sjeveroistočne Engleske, a na zapadu Irskim morem, dok se u pravcu sjever-jug proteže od granica sa Škotskom na sjeveru do regije Zapadnog Midlandsa na jugu. Na svom jugozapadu dijelu graniči sa Sjevernim Walesom.
 
Među poznatijim fiziografskim značajkama Sjeverozapada su Lake District i cheshirska ravnica (Cheshire Plain). Najviša točka u Sjeverozapadnoj Engleskoj (ali i i najviši vrh u Engleskoj) je cumbrijski Scafell Pike, s visinom od 978 m.n.v.
Windermere je najveće prirodno jezero u Engleskoj, dok je Broadcrag Tarn na Broad Cragu jezero na najvećoj nadmorskoj visini u Engleskoj. Wast Water je jezero smješteno u Wasdaleu, dolini u zapadnom dijelu Nacionalnog parka Lake District i s dubinom od 74 m najdublje je jezero u Engleskoj.

Dvije velike konurbacije usredotočene na Liverpool i Manchester zauzimaju veći dio juga regije. Sjeverni dio regije, koji obuhvaća Cumbriju i sjeverni Lancashire, uglavnom je ruralni, kao i krajnji jug koji obuhvaća dijelove ravnice Cheshire i Peak Districta.

## Poddioba regije
Nakon ukidanja Vijeća grofovija Velikog Manchestera i Merseysida 1986. godine, sva moć je prenesena na metropolitanske općine, što ih je zapravo učinilo unitanim upravama. Širi Manchester je 1. travnja 2011. godine stekao administrativno tijelo najvišeg ranga u obliku kombinirane uprave i sastoji se od 11 članova; 10 neizravno izabranih članova, gdje je svaki izravno izabrani vijećnik iz jedne od deset gradskih općina koje čine Širi Manchester, zajedno s izravno izabranim gradonačelnikom Velikog Manchestera. 
| Karta                                           | Ceremonijalna grofovija                   | Nemetropolitanske grofovije/Unitarne uprave | Metropolitanski / Nemetropolitanski okruzi |
| ----------------------------------------------- | ----------------------------------------- | --- | ------------------------------------------ |
|                                                 | Cheshire                                  | 1. Istočni Cheshire - Unitarna uprava | 1. Istočni Cheshire - Unitarna uprava      |
| 2. Zapadni Cheshire & Chester - Unitarna uprava | Cheshire                                  | |                                            |
| 3. Halton - Unitarna uprava                     | Cheshire                                  | |                                            |
| 4. Warrington - Unitarna uprava                 | Cheshire                                  | |                                            |
| 5. Cumbria                                      | 5. Cumbria                                | a) Barrow-in-Furness, b) Južni Lakeland, c) Copeland, Cumbria, d) Allerdale, e) Eden, f) Carlisle                                                                                                |                                            |
| 6. Veliki Manchester *                          | 6. Veliki Manchester *                    | a) Bolton, b) Bury, c) Manchester, d) Oldham, e) Rochdale, f) Salford, g) Stockport, h) Tameside, i) Trafford, j) Wigan                                                                          |                                            |
| Lancashire                                      | 7. Lancashire †                           | a) Zapadni Lancashire, b) Chorley, c) Južni Ribble, d) Fylde, e) City of Preston, Lancashire, f) Wyre, g) City of Lancaster, h) Ribble Valley, i) Pendle, j) Burnley, k) Rossendale, l) Hyndburn |                                            |
| Lancashire                                      | 8. Blackpool - Unitarna uprava            | |                                            |
| Lancashire                                      | 9. Blackburn s Darwenom - Unitarna uprava | |                                            |
| 10. Merseyside *                                | 10. Merseyside *                          | a) Knowsley, b) Liverpool, c) St. Helens, d) Metropolitanski Borough of Sefton, e) Wirral |                                            |

*metropolitanska grofovija

## Stanovništvo
Stanovništvo Sjeverozapadne Engleske čini nešto više od 13% ukupnog stanovništva Engleske. 37,86% stanovništva sjeverozapada živi u Širem Manchesteru, 21,39% u Lancashiru, 20,30% u Merseysideu, 14,76% u Cheshiru i 7,41% živi u prostorno najvećoj grofoviji regije - Cumbriji.